# Tadeusz Jauer
Tadeusz Jauer (ur. 29 października 1939 w Luboniu, zm. 6 maja 2006 w Warszawie) – generał dywizji Wojska Polskiego, doktor nauk wojskowych, szef Wojsk Obrony Przeciwlotniczej.

## Wykształcenie
W 1974 ukończył studia w Akademii Sztabu Generalnego. W 1992 uzyskał stopień doktora na Wydziale Wojsk Lądowych Akademii Obrony Narodowej.

## Przebieg służby wojskowej
W latach 1961–1962 pełnił zasadniczą służbę wojskową w 10 Pułku Łączności we Wrocławiu, następnie został podchorążym Oficerskiej Szkoły Radiotechnicznej w Jeleniej Górze. Po jej ukończeniu i promocji w roku 1964 przez gen. Grzegorza Korczyńskiego skierowany został na stanowisko dowódcy radiolokacyjnej stacji wstępnego poszukiwania 19 Dywizjonu Artylerii Przeciwlotniczej 11 Dywizji Pancernej w Zgorzelcu. W latach 1967–1968 pełnił obowiązki dowódcy stacji radiolokacyjnej w 111 Pułku Artylerii Przeciwlotniczej 11 DPanc (Zgorzelec). Kolejne dwa lata dowodził stacją radiolokacyjną w 24 Batalionie Radiotechnicznym we Wrocławiu, a następnie (od 1970) pełnił funkcję starszego pomocnika szefa sztabu tej jednostki ds. operacyjnych.
Po ukończeniu studiów w Akademii Sztabu Generalnego został wyznaczony na stanowisko zastępcy dowódcy 24 brt ds. liniowych. W okresie 1975–1976 był szefem sztabu tego batalionu. Przez rok przebywał na praktyce, pełniąc obowiązki zastępcy dowódcy ds. liniowych 5 Pułku Artylerii Przeciwlotniczej 5 Dywizji Pancernej w Gubinie. W latach 1977–1979 dowodził 69 Pułkiem Artylerii Przeciwlotniczej w Lesznie. W 1979 został szefem sztabu–zastępcą dowódcy 61 Brygady Artylerii Wojsk OPL w Skwierzynie.
Przez kolejne trzy lata był starszym specjalistą Oddziału Szkolenia Artylerii i Rakiet Bliskiego Zasięgu Dowództwa Wojsk OPL w Warszawie, a w okresie 1985-1989 – dowódcą wojsk OPL Śląskiego Okręgu Wojskowego. W 1989 powrócił do Dowództwa Wojsk OPL MON, gdzie powierzono mu obowiązki zastępcy dowódcy, a po reorganizacji – szefa wojsk obrony przeciwlotniczej SG WP.
Kierował procesem wdrożenia polowych zautomatyzowanych systemów dowodzenia i kierowania ogniem ZENIT oraz stacji NUR-22, był inicjatorem programu LOARA. W 1996 objął funkcję dyrektora Departamentu Gotowości Obronnej Biura Bezpieczeństwa Narodowego. Był współautorem pierwszego programu przebudowy sił zbrojnych. W latach 1997–1998 był dyrektorem Departamentu Zwierzchnictwa Prezydenta nad Siłami Zbrojnymi BBN.
Zawodową służbę wojskową zakończył 16 marca 1999.
W 2005 został członkiem prezydium Towarzystwa Wiedzy Obronnej.
Pochowany na cmentarzu Powązki Wojskowe w Warszawie (kwatera I urnowa-7-7).

## Życie prywatne
Mieszkał w Warszawie. Od 1965 był żonaty z Kazimierą Eleonorą z domu Odrzywołek. Miał córkę i wnuczkę.

### Awanse
- podporucznik – 1964
- porucznik – 1967
- kapitan – 1971
- major – 1976
- podpułkownik – 1979
- pułkownik – 1983
- generał brygady – 1990
- generał dywizji – 1993

## Polityka
Był wieloletnim doradcą, działaczem i współautorem programu Samoobrony RP (wraz z m.in. Witoldem Michałowskim), a także jej kandydatem w wyborach. Odszedł z partii w 2005.
Zasiadał w radzie nadzorczej Fundacji im. Jamesa Madisona Centrum Rozwoju Demokracji – Jednomandatowe Okręgi Wyborcze.

## Upamiętnienie
- W 2008 jego imieniem nazwano ulicę w Ustce[8].

## Publikacje
- Jauer Tadeusz: Tarcza przeciwlotnicza. Warszawa: Towarzystwo Wiedzy Obronnej ,Elipsa, 2003, s. 178. ISBN 83-7151-570-7.

## Odznaczenia
- Krzyż Oficerski Orderu Odrodzenia Polski (1991)
- Złoty Krzyż Zasługi (1984)
- Srebrny Krzyż Zasługi (1977)
- Złoty Medal „Siły Zbrojne w Służbie Ojczyzny” (1984)
- Srebrny Medal Siły Zbrojne w Służbie Ojczyzny
- Złoty Medal Za zasługi dla obronności kraju
- Srebrny Medal Za zasługi dla obronności kraju
- Brązowy Medal Za zasługi dla obronności kraju
- Medal 70 Lat Sił Zbrojnych ZSRR (ZSRR) (1988)
- Medal 30-lecia Rewolucyjnych Sił Zbrojnych Kuby (Kuba)

## Życie prywatne
Był żonaty z Kazimierą Jauer, z którą miał córkę Olgę. Miał też wnuczkę Annę.
Został pochowany na cmentarzu Wojskowym na warszawskich Powązkach (kwatera I urnowa-7-7).